# Motor Ferrari V8 F1
Ferrari ha fabricado tres motores de competición V8 de aspiración natural, diseñados para carreras de Fórmula Uno. En primer lugar, el motor Tipo DS50 introducido en 1956; con la configuración del motor de 2,5 L. En segundo lugar, el motor Tipo 205/B, introducido en 1964; con la configuración de 1,5 L; y fue diseñado por Franco Rocchi y Angelo Bellei. Luego, una pausa de 42 años; hasta que la FIA impuso una configuración de motor V8 de 2,4 L para todos los equipos de Fórmula Uno en 2006. Ferrari compitió y suministró a sus equipos clientes con su nuevo motor V8 Tipo 056, diseñado por Gilles Simon, entre el 2006 y el 2013.

## Tipo DS50

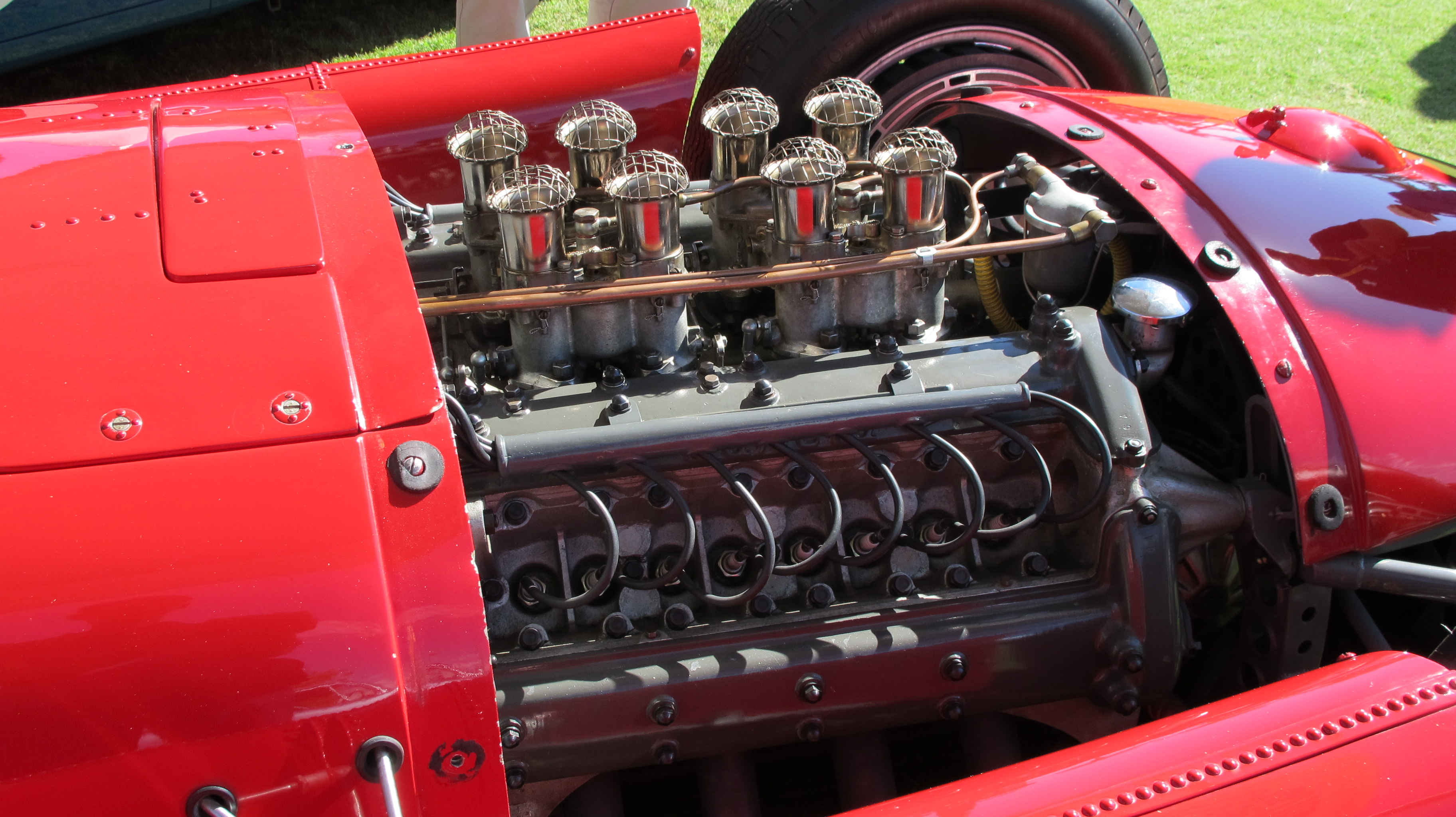
Motor Tipo DS50 ; utilizado en el Ferrari D50.

El motor Tipo DS50, utilizado en el Ferrari D50, se introdujo en 1954. Este motor era un 2488 cm³ (152 plg³), 90°, aspiración natural, V8 montado en la parte delantera; que producía entre 260 HP (194 kW) y 285 HP (213 kW).

## Tipo 205/B
El motor Tipo 205/B desarrolló 210 CV (154 kW; 207 HP) a 11.000 rpm; y tenía un diámetro y carrera de 67 x 52,8 mm (2,6 x 2,1 plg).  

## Tipo 056
El Ferrari Tipo 056 fue presentado por Ferrari, que lo utilizó en la Fórmula 1 entre 2006 y 2013. El motor V8 fue desarrollado bajo la dirección del jefe de motores Paolo Martinelli y marcó el regreso del uso del motor V8 en Ferrari después de una ausencia de cuarenta años. Su predecesor es el Tipo 055 utilizado en la temporada 2005, y su sucesor, el tipo 059/3, a partir de 2014.

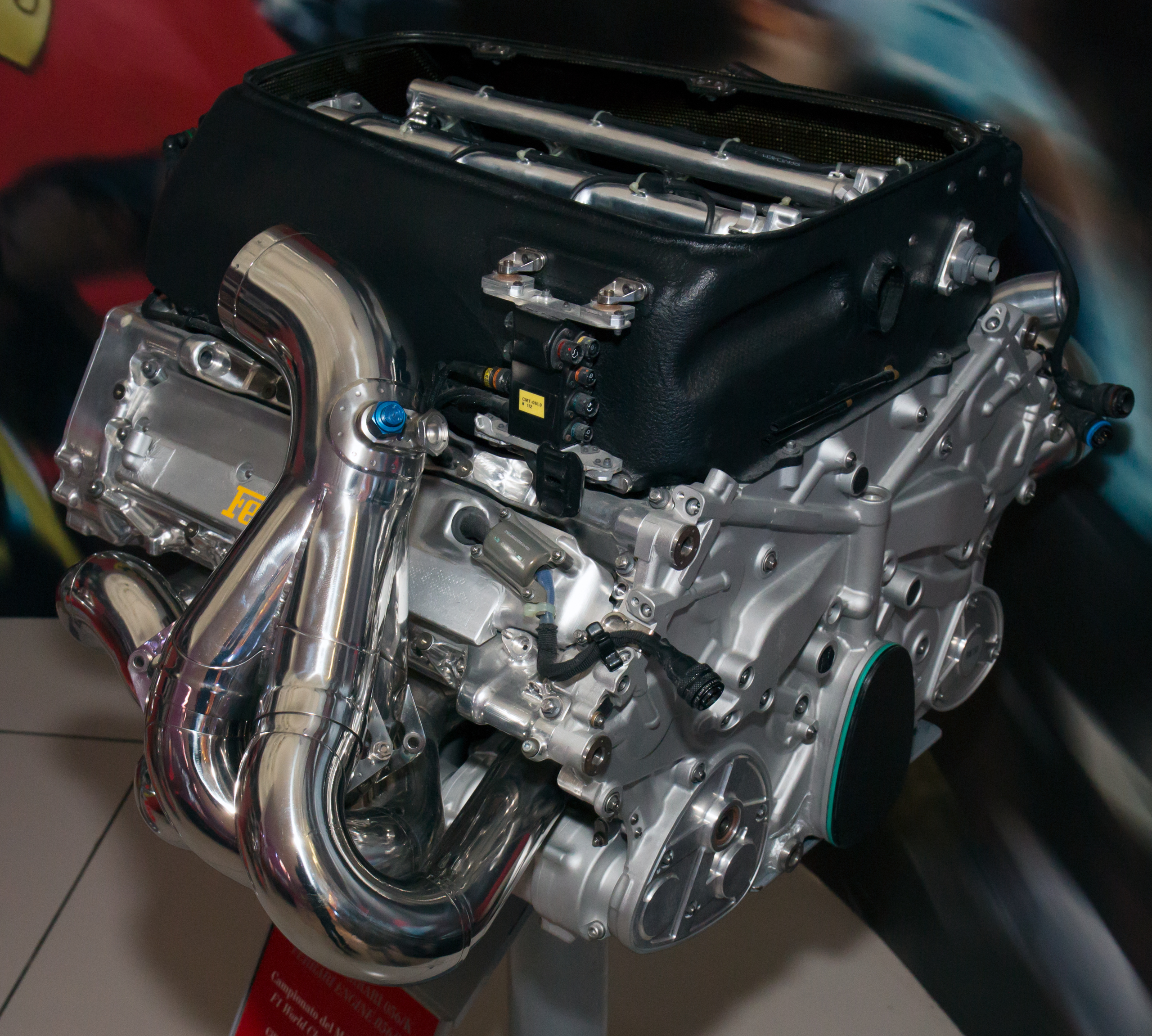
Ferrari Tipo 056 (2007).

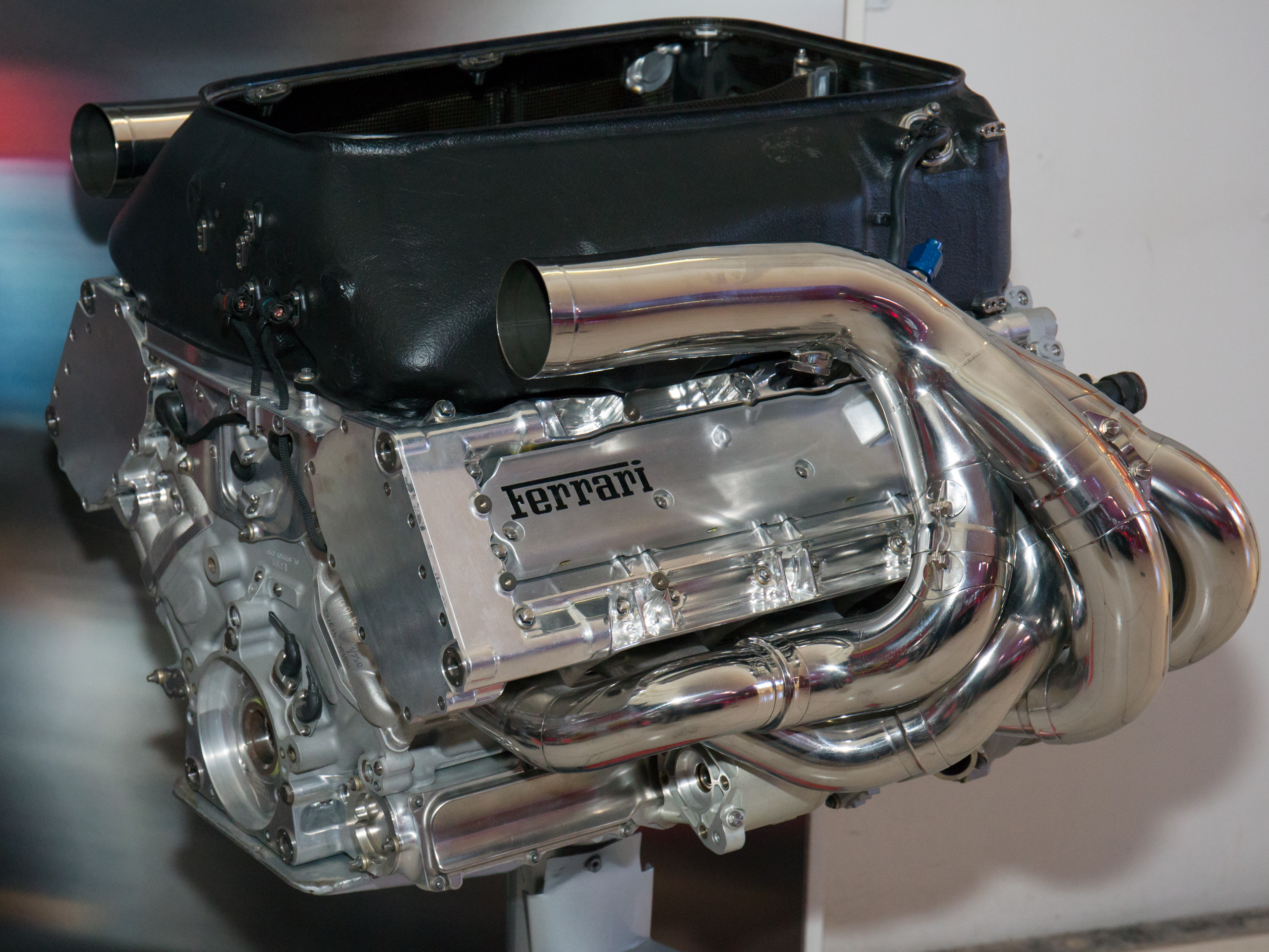
Ferrari Tipo 056 (2008).

### Desarrollo
Después de que la FIA decidiera introducir motores V8 a partir de la temporada 2006, Ferrari comenzó a desarrollar su motor a mediados de 2004. En agosto de 2005 tuvieron lugar las primeras pruebas de conducción. Para este propósito, el Tipo 056 se instaló en un Ferrari F2004 modificado. El departamento de motores de automóviles de carretera ayudó a desarrollar el Tipo 056. La gestión del motor estuvo a cargo de Magneti Marelli .

### Uso
Ferrari utilizó el motor desde 2006 hasta 2013. En las temporadas 2009 y 2011 a 2013, Ferrari utilizó el Tipo 056 junto con el KERS.
Red Bull también utilizó el motor en 2006, pero adquirió el RS27 de Renault  a partir de la temporada siguiente.
La Scuderia Toro Rosso condujo el Tipo 056 de 2007 a 2013, con KERS en las temporadas 2011 y 2013.
Spyker construyó el Tipo 056 en 2007 y su sucesor, Force India, en 2008. Para la temporada 2009, Force India cambió a Mercedes como proveedor de motores.
De la temporada 2010 a 2013, Sauber también obtuvo sus motores de Ferrari. Sauber utilizó KERS desde la temporada 2011.
En el primer fin de semana de carreras en Bahréin en 2006, Michael Schumacher consiguió la pole position con el Ferrari 248 F1 con el Tipo 056. La primera victoria llegó tres carreras más tarde, en el Gran Premio de San Marino, también de Schumacher. La última victoria de Fernando Alonso con el Tipo 056 llegó en el Gran Premio de España de 2013. El mayor número de victorias por temporada fueron nueve, lo que se logró tres veces con el Tipo 056: en 2006, 2007 y 2008.
El Tipo 056 consiguió 39 victorias en 147 carreras (incluidas 38 de Ferrari y una de Toro Rosso). Sus pilotos consiguieron 29 pole positions y marcaron las vueltas más rápidas en 48 carreras. Un piloto del Tipo 056 subió al podio 122 veces. Con él, Ferrari ganó un campeonato mundial de pilotos y dos de constructores.
Ocasionalmente Ferrari utilizó mapas de soplado entre las temporadas 2011 y 2012. A través del difusor estos gases de escape producían un aumento de carga aerodinámica especialmente notable en curvas rápidas. Finalmente estos mapas fueron prohibidos en la temporada 2013.

### Especificaciones
Peso: 95 kilogramos Configuración: V8 de 90° Válvulas: 4 por cilindro Diámetro: 98 mm Carrera: 39,75 mm Cilindrada: 2,4 litros N° de revoluciones: Máx. 19.000 rpm Escape: Dos tubos de salida Potencia de salida: ~ 597 kW (800 caballos de fuerza) Par de salida: ~ 325 Nm (240 libras-pie)

## Modelos
- Tipo DS50 (1955-1957): 2488 cm³ (152 plg³) - 250 HP (186 kW) a 8.100 rpm
- Tipo 205/B (1964-1965): 1489 cm³ (90,9 plg³) - 207 HP (154 kW) a 11.000 rpm
- Tipo 056 (2006-2013): 2398 cm³ (146,3 plg³) - 735-800 HP (548-597 kW) a 18.000-19.000 rpm

## Aplicaciones
- Ferrari D50
- Ferrari 158
- Ferrari 248 F1
- Ferrari F2007
- Ferrari F2008
- Ferrari F60
- Ferrari F10
- Ferrari 150º Italia
- Ferrari F2012
- Ferrari F138
- Red Bull RB2
- Toro Rosso STR2
- Toro Rosso STR3
- Toro Rosso STR4
- Toro Rosso STR5
- Toro Rosso STR6
- Toro Rosso STR7
- Toro Rosso STR8
- Spyker F8-VII / Force India VJM01
- Sauber C29
- Sauber C30
- Sauber C31
- Sauber C32

## Resultados del Campeonato Mundial de Fórmula Uno
- 3 Campeonatos Mundiales de Constructores
- 3 Campeonatos Mundiales de Pilotos
- 47 victorias en carreras
- 51 vueltas más rápidas
- 143 podios